# Picot garser de l'Índia
El picot garser de l'Índia (Picoides nanus) és una espècie d'ocell de la família dels pícids (Picidae) que habita clarianes dels boscos i ciutats del nord del Pakistan, Índia i Sri Lanka.